# 554709 Magdastavinschi
554709 Magdastavinschi este o planetă minoră (asteroid) din centura de asteroizi. A fost descoperită pe 17 septembrie 2007 la Andrușivska astronomicina observatoria⁠(d) de Yuri Ivashchenko⁠(d). 
Obiectul prezintă o orbită caracterizată de o semiaxă mare de 2,7128383441769 UAi, o excentricitate de 0,20877551812721, o înclinație de 2,481132928826 ° în raport cu ecliptica.